# Eduardo Manuitt
Eduardo Manuitt Carpio (Altagracia de Orituco, 28 de julio de 1954) es un político venezolano. Fue gobernador del Estado de Guárico durante dos periodos consecutivos, entre 2000 y 2008.

## Biografía
Nació en Altagracia de Orituco, estado Guárico, siendo hijo único. Concluidos sus estudios primarios y secundarios, se dirige a la ciudad de Valencia donde cursa estudios de educación, los cuales nunca culminó por la muerte de su padre regresó a Chaguaramas para hacerle frente a la finca dedicándose a la siembra y ganadería.Durante su etapa universitaria, comienza a tomar parte en la vida  política, básicamente desde los movimientos estudiantiles de izquierda.
La muerte repentina de su padre le obliga a regresar a Chaguaramas donde se dedica a la actividad agropecuaria. Su incorporación a la dirigencia activa de varios gremios de agricultures se mezcla con el liderazgo político, iniciándose en el Movimiento de Izquierda Revolucionaria (MIR), en la década de los 80. Cuando el MIR desaparece para fusionarse con el MAS, Manuitt no participa de esta alianza y se une a Andrés Velásquez en la creación de La Causa R.

## Carrera política
Producto de su actividad política en esta tolda, resulta elegido diputado al Congreso de Venezuela; un sisma en el partido La Causa R, dio origen a la creación del partido Patria Para Todos (PPT), en el cual Manuitt ejerce un papel directivo nacional, siendo también diputado por esa tolda política.[cita requerida]

### Gobernador de Guárico (1999-2008)
En 1998, resulta elegido Gobernador del Estado Guárico; en 2000, en las megaelecciones, resulta nuevamente electo como gobernador de dicha entidad federal. Luego, en 2004, es nuevamente reelecto en el cargo. En el año 2007, Manuitt renuncia al PPT para incorporarse al PSUV, tras el llamado del Presidente Hugo Chávez a la conformación de un partido único que aglutinara a todos los simpatizantes de la revolución bolivariana.
Dado que la Ley prohíbe la reelección por más de dos períodos consecutivos, no pudo aspirar a la reelección como gobernador, decidiendo finalmente apoyar a su hija, Lenny Manuitt para optar a la primera magistratura regional. Tras la derrota de su hija en las elecciones primarias del PSUV, decide apoyarla en sus aspiraciones a la Gobernación de Guárico, lo que le valió su expulsión de ese partido. En las elecciones regionales, su hija fue derrotada por el candidato del PSUV, William Lara.

## Procedimientos judiciales
En abril de 2009 recibe asilo político en Costa Rica después de ser imputado por corrupción cometido presuntamente durante su gestión.

El 24 de julio de 2019 fue detenido por las autoridades costarricenses por ser uno de los cinco dueños de una finca lechera detenidos este miércoles en Coronado, Costa Rica, dentro de una investigación por supuesto maltrato y tortura a los trabajadores de unas propiedades que poseen. Manuitt fue capturado, en el marco de siete allanamientos simultáneos, dos en Escazú y otros cinco en Coronado, dirigidos por oficiales de la Sección de Delitos Varios del Organismo de Investigación Judicial (OIJ).